# Noreen Gammill
Noreen Gammill (12 décembre 1898 - 21 décembre 1988) est une actrice américaine.
Elle est née dans le Missouri et décédé à San Diego, Californie.